# Якубовская, Ванда
Ванда Якубовская (пол. Wanda Jakubowska; 1907—1998) — одна из самых ярких женщин-режиссёров послевоенного польского кинематографа, «бабушка польского кино». В годы Второй мировой войны попала в Освенцим, пережила ужасы лагерей смерти и вернулась в кино.

## Биография
Ванда Якубовская родилась 10 октября 1907 года в Варшаве в еврейской семье. После учёбы, вопреки желанию родителей, она бросает архитектуру и посвящает свою жизнь кино.
В 1930-х годах Ванда становится одним из активнейших участников польского «Общества любителей художественного кино» (сокращенно названного по первым буквам польского названия — «Старт»). После небольших документальных лент («Репортаж номер 1», 1932 совместно с Эугениушем Ценкальским, «Море», 1933 и «Улица Эдисона», 1937) Ванда снимает свой первый художественный фильм в 1937—1939 годах по роману Элизы Ожешко «Над Неманом». Но начало Второй мировой войны нарушает планы, и фильм так и не выходит на экраны (премьера должна была состояться 5 сентября 1939 года в кинотеатре «Колизей»). Негатив ленты был в годы войны утерян, как считается, во время немецкой бомбардировки.
После захвата нацистами Польши, Ванда в 1942 году была арестована гестапо и в 1943 году отправлена в концлагерь Освенцим, а затем в 1945 году в Равенсбрюк. Чудом выжив в лагерях смерти, Якубовская по завершении войны реализует свою яркую мечту, позволявшую ей уцелеть в нацистских «фабриках смерти» и создать художественный фильм об ужасах нацистских концлагерей.
В 1948 году появляется её первая полнометражная лента «Последний этап», ставший первой в истории мирового кино художественной лентой об Освенициме. Этой же теме режиссёр посвятила и другую свою картину «Конец нашего света».
Фильм «Последний этап» привлек внимание за океаном ещё до съемок знаменитого спилберговского «Списка Шиндлера» и особенно после его выхода на экраны. Якубовскую даже пригласили на Кинофестиваль еврейского кино в Сан-Франциско и Беркли (1994).
Показ трагедии и подвига простого народа в годы войны режиссёру удалось реализовать и в других лентах «Приглашение» (1985) и «Встреча в темноте» (1960), тема истории своей страны (через судьбу Людвига Варинского) нашла отражение в картине «Белая мазурка» (1978).
Среди интересных работ в эти годы — экранизация повести Януша Корчака «Король Матиуш I», одного из самых ярких и добрых произведений мировой классики для детей.
Последний фильм режиссёр сняла в возрасте 81 года — «Цветы любви» о творчестве поэта Владислава Оркана.
В последние годы жизни Ванда Якубовская наряду с работой в кино занималась педагогической деятельностью, будучи профессором знаменитой Высшей государственной школы кино, телевидения и театра в Лодзи (1949–1974). Была художественным руководителем творческого кинематографического объединения «Старт» (1955–1968). Она прожила долгую и яркую творческую жизнь, по словам самой Ванды Якубовской, смерть не касалась её, так как она была заговорена в Освенциме.
Ванда Якубовская похоронена в самом старом и известном некрополе Варшавы — на Повонзках, напротив другого режиссёра и поборника возрождения польского кино — Ежи Тёплица.

## Избранная фильмография как режиссёра
- 1988 — Цвета любви / Kolory kochania
- 1986 — Приглашение / Zaproszenie
- 1979 — Белая мазурка (Прощальная мазурка) / Biały mazur
- 1972 — 150 км в час / 150 na godzinę
- 1965 — Горячая линия / Gorąca linia
- 1964 — Конец нашего света / Koniec naszego świata
- 1960 — Цена одного преступления (Современная история) / Historia współczesna
- 1960 — Встреча в темноте / Spotkania w mroku (с Ральфом Кирстеном)
- 1958 — Король Матиуш I / Król Maciuś I
- 1956 — Прощание с дьяволом / Pożegnanie z diabłem
- 1955 — Атлантическая повесть / Opowieść atlantycka
- 1955 — Солдат Победы / Żołnierz Zwycięstwa
- 1947 — Последний этап / Ostatni etap
- 1939 — Над Неманом / Nad Niemnem

## Признание и награды
- 1948 — Кинофестиваль в Карловых Варах — «Хрустальный глобус» за фильм «Последний этап»
- 1950 — номинация на премию Британской Киноакадемии за фильм «Последний этап»
- 1979 — специальный приз «Золотая гроздь» киновстреч в Лагове